# Terlano
Terlano este o comună din provincia Bolzano, regiunea Trentino-Alto Adige, Italia, cu o populație de 4.830 locuitori (1 ianuarie 2023) și o suprafață de 18,57 km². Este situată pe cursul râului Etsch din Tirolul de Sud, Italia. Se află la 8 km depărtare de Bozen (Bolzano) și 25 km de Meran (Merano). Orașul este situat la altitudinea de 250 m n.m..

## Demografie
Terlano - evoluția demografică

|  | Graficele sunt indisponibile din cauza unor probleme tehnice. Mai multe informații se găsesc la Phabricator și la wiki-ul MediaWiki. |

Date: Recensăminte sau birourile de statistică - grafică realizată de Wikipedia

## Galerie

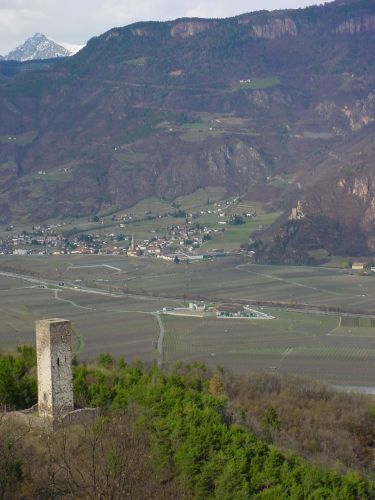
Terlan şi Burg Neuhaus
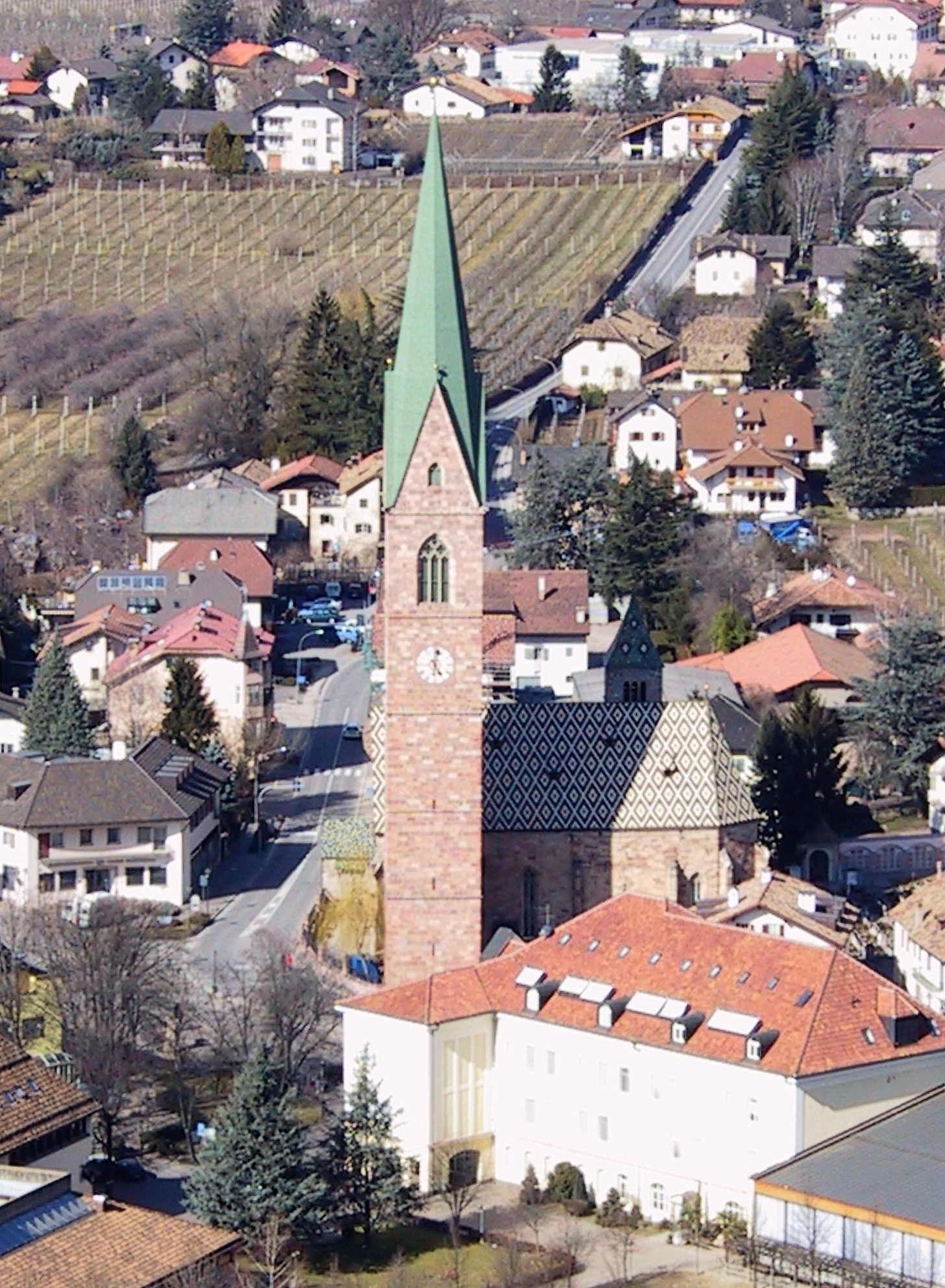
Biserica de Terlan
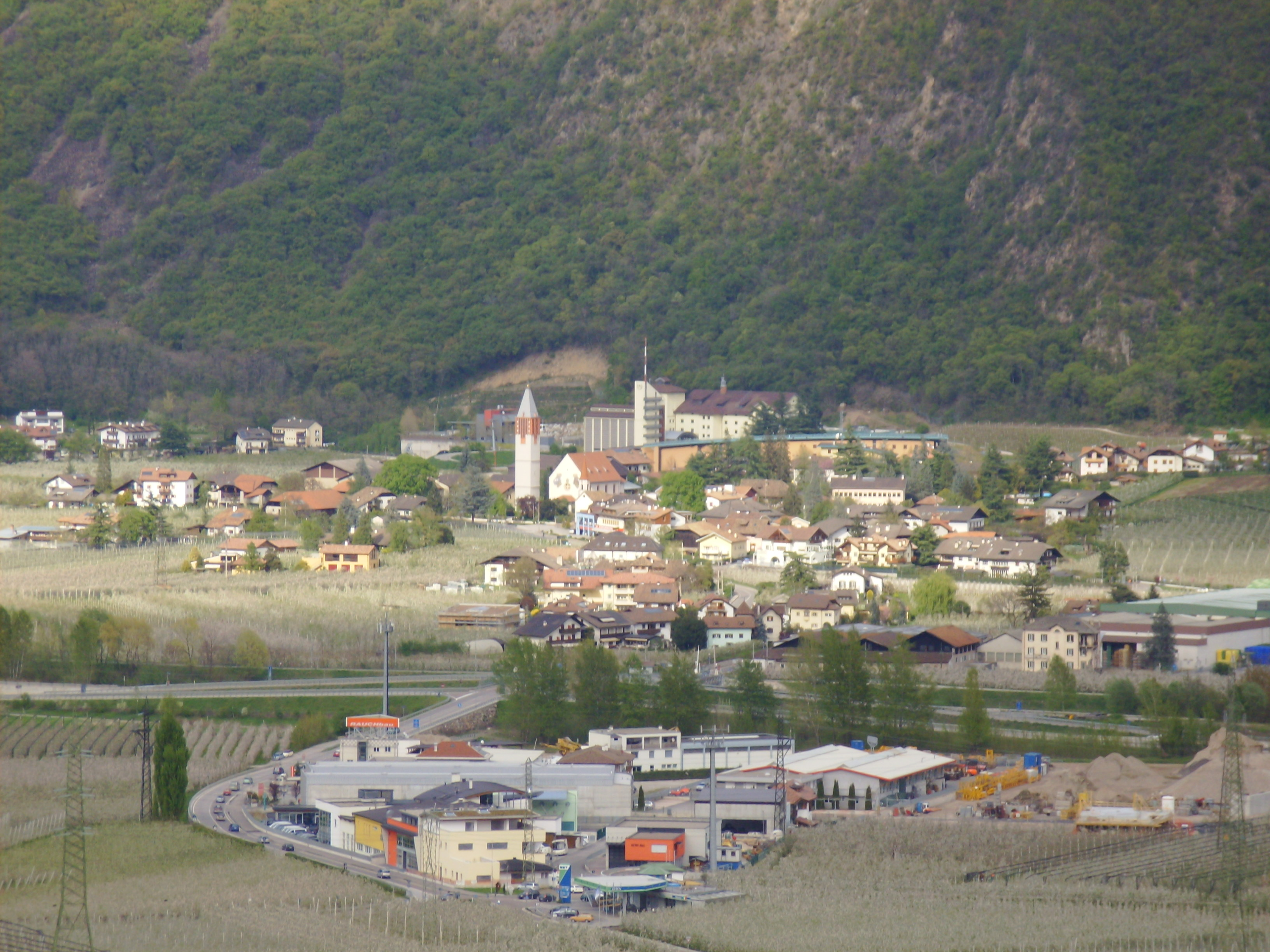
Vilpian